# Foltos nyálkásgomba
A foltos nyálkásgomba (Gomphidius maculatus) a nyálkásgombafélék családjába tartozó, Eurázsiában és Észak-Amerikában honos, vörösfenyő alatt élő, ehető gombafaj. 

## Megjelenése
A foltos nyálkásgomba kalapja 2-8 cm széles, alakja domború, majd kifejletten benyomottá válhat, közepén kis púppal. Széle aláhajló, felszíne nyálkás. Színe halvány hússárgás, húsbarnás vagy borbarnás, gyakran feketésbarna foltokkal. Sérülésre vöröses, majd szürkülő foltok jelennek meg rajta.
Húsa puha, fehéres, vágásra vörösödő. Íze és szaga nem jellegzetes.  
Ritkán álló lemezei lefutók. Színük fiatalon szürkésfehéres, éretten szürkésfekete. Nyomásra, sérülésre vörösesen, majd szürkülően foltosodnak.
Tönkje 4-6 cm magas és 1 cm vastag. Hengeres, görbülhet, alja kihegyesedő. Színe fehéres alapon vörösesbarnán vagy feketén pontozott.
Spórapora sötétszürke vagy olívfeketés. Spórája orsó alakú, sima, mérete 19-23 x 6-7,5 µm.

### Hasonló fajok
A barna nyálkásgombával lehet összetéveszteni.

## Elterjedése és termőhelye
Európában, Észak-Ázsiában és Észak-Amerikában honos. Magyarországon ritka.
Hegyvidéken él, savanyú talajon, vörösfenyő alatt. Augusztustól októberig terem. 

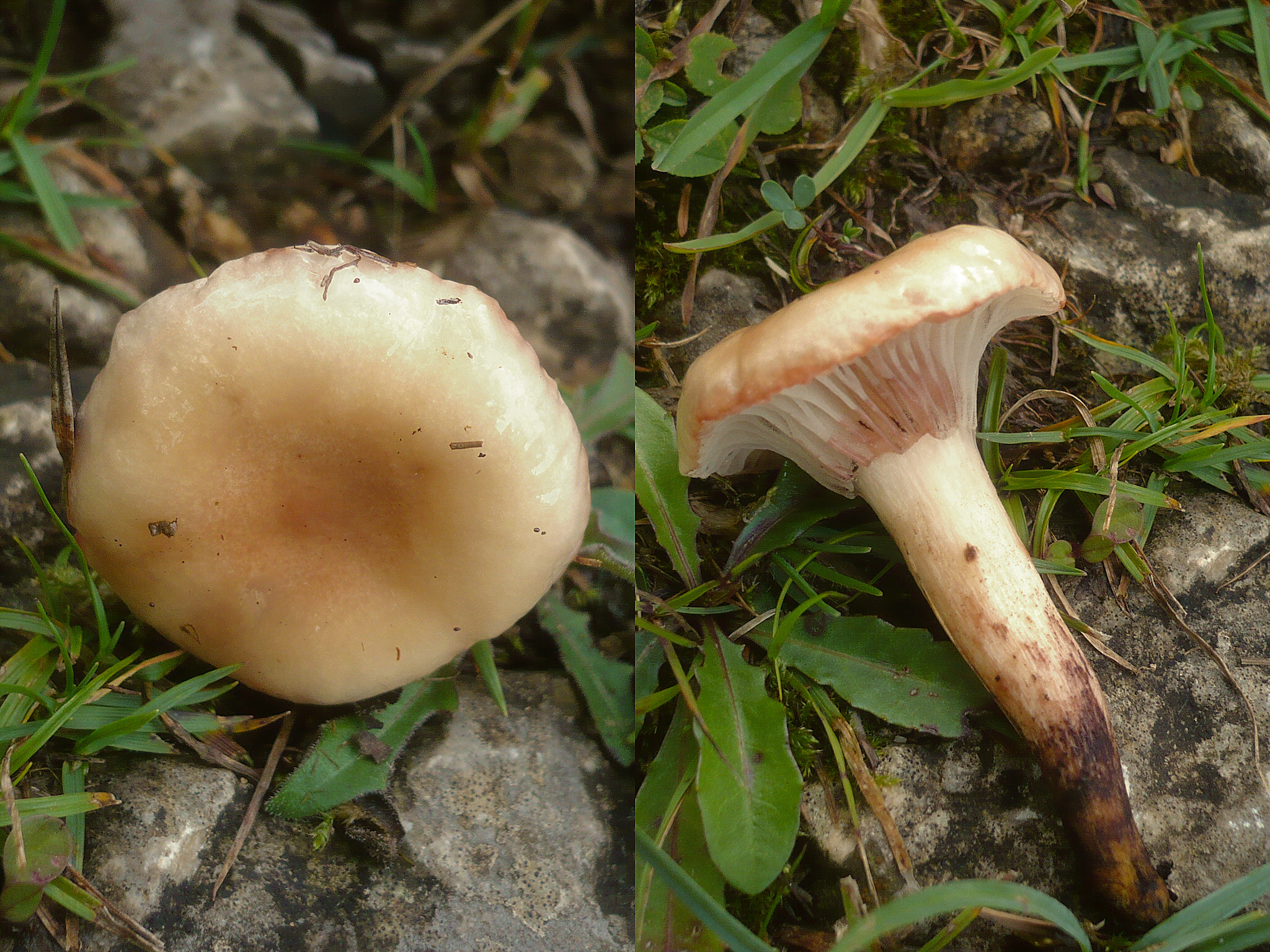
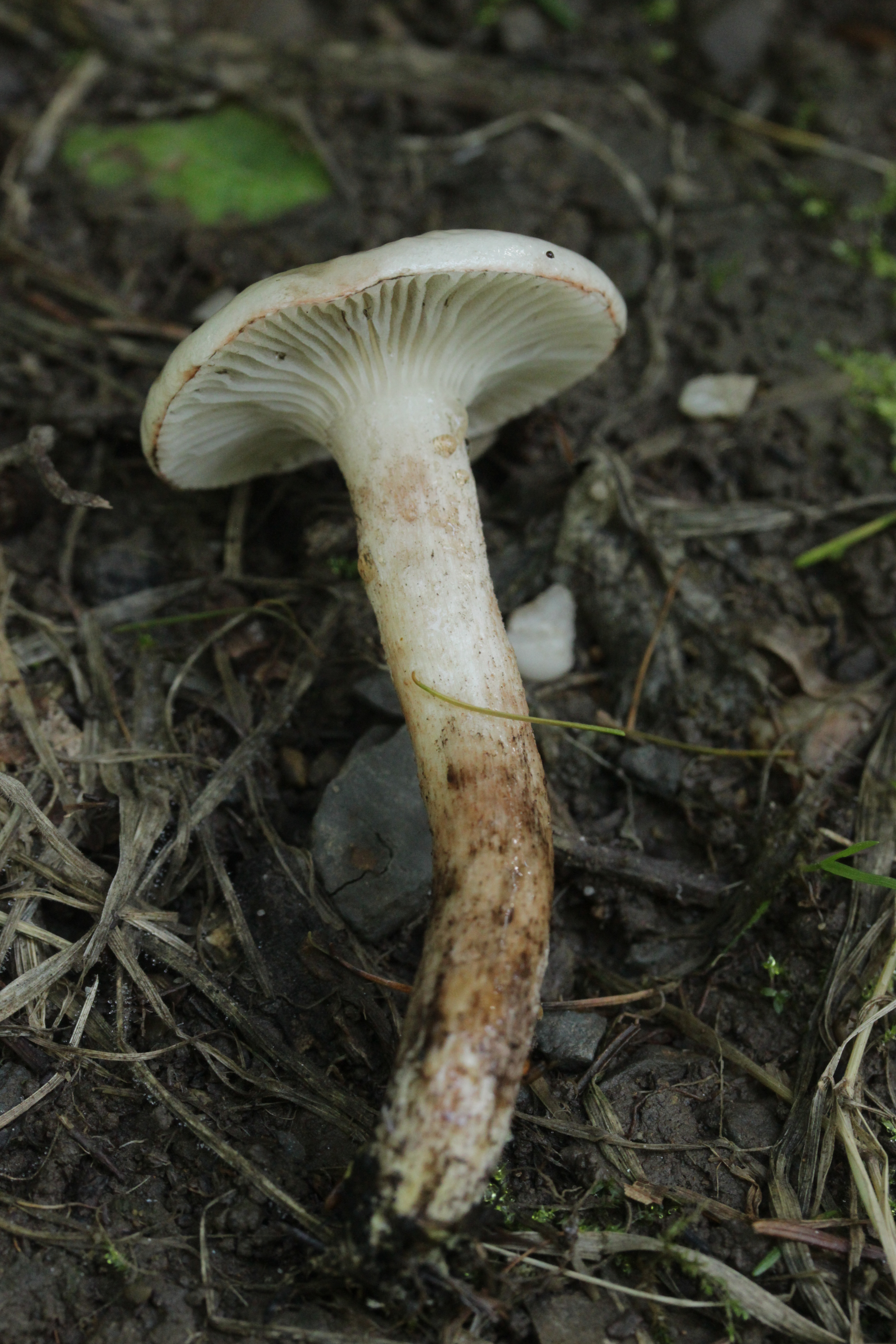
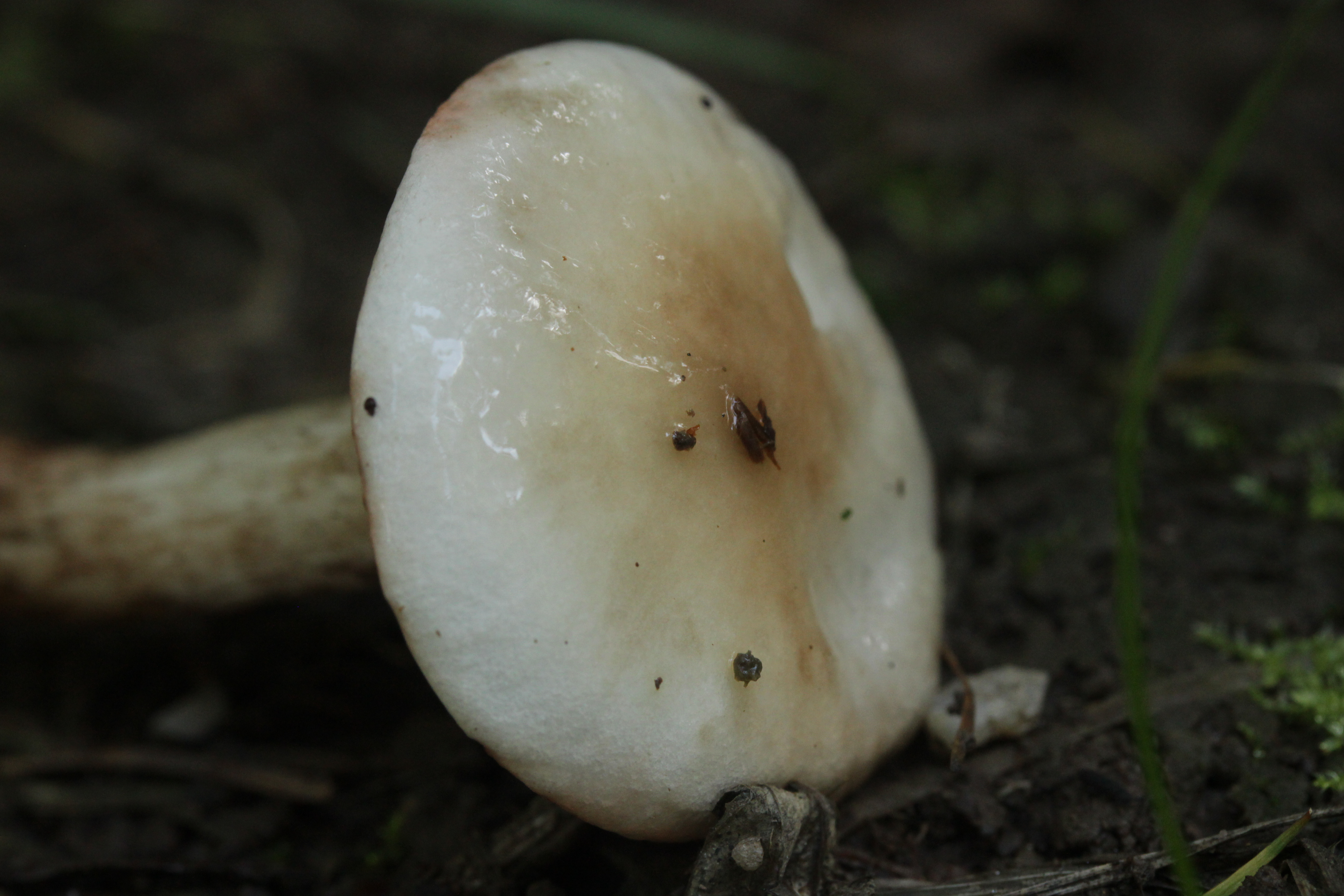
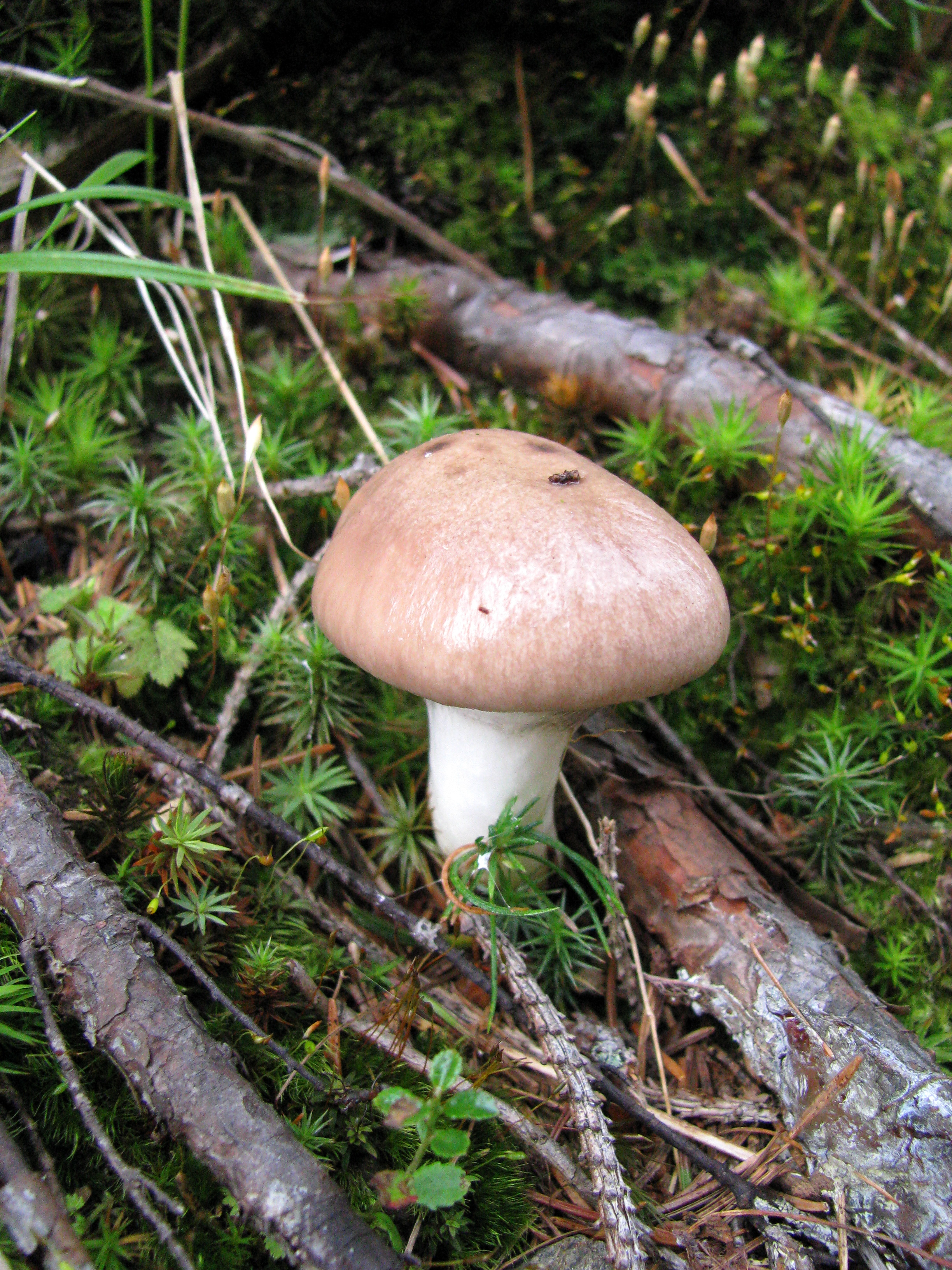
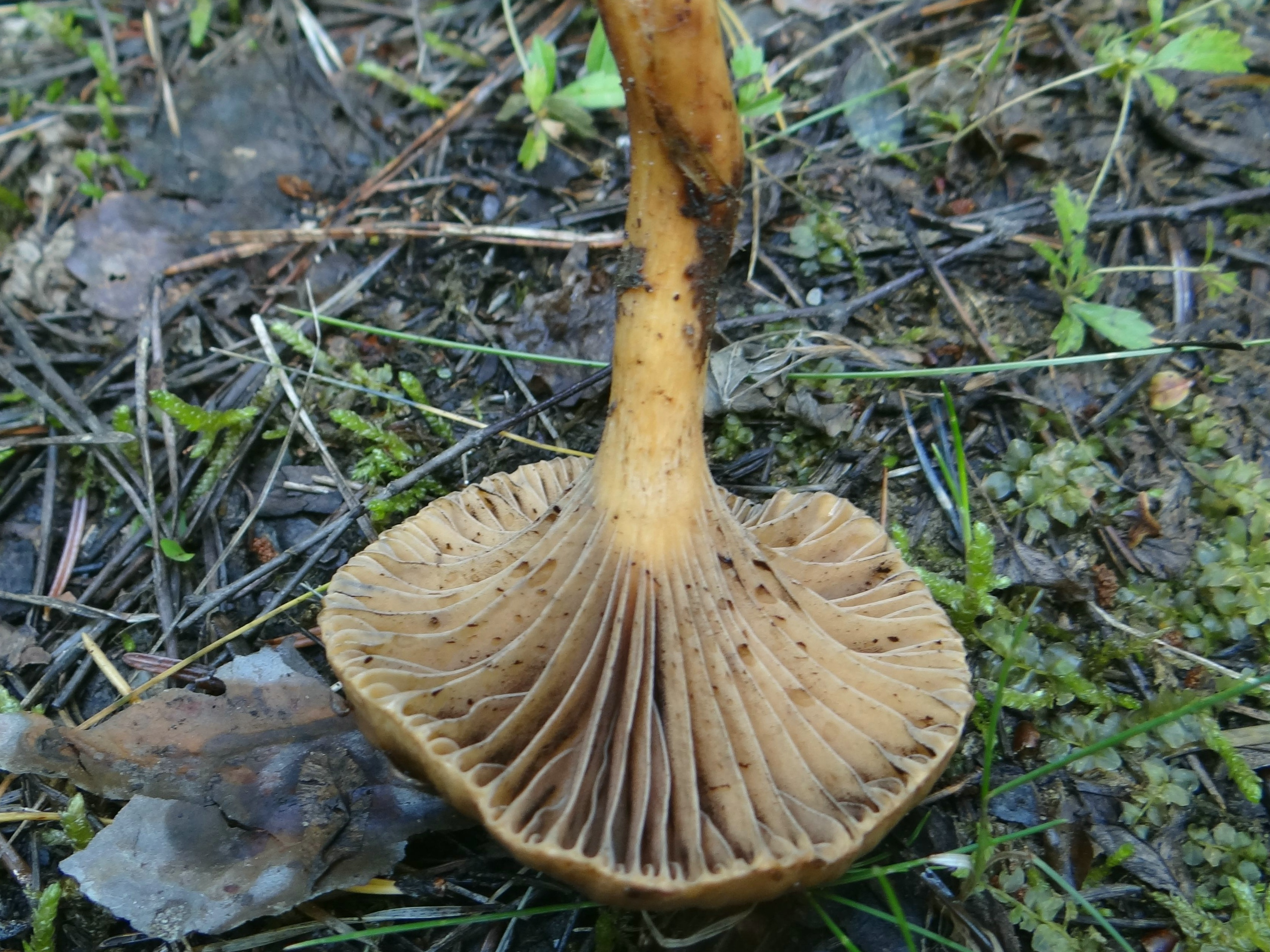

Ehető gomba.